# Luc Frieden
Luc Frieden (Esch-sur-Alzette, 16 de setembro de 1963) é um político e jurista luxemburguês e atual 25.º primeiro-ministro de Luxemburgo desde novembro de 2023. Filiado ao Partido Popular Social Cristão (CSV), ocupou posições chave no governo entre 1998 e 2013, servindo como Ministro do Tesouro e Orçamento durante a transição do Franco luxemburguês para o Euro, Ministro da Justiça, Ministro da Defesa e Ministro da Economia durante a Crise da dívida pública da Zona Euro. Frieden foi presidente da Eurochambres, a empresa federal da Câmara Europeia do Comércio e Indústria.
No início de 2023, foi eleito líder do CSV para as eleições legislativas de 2023. Liderou seu partido para a vitória, mantendo seus 21 assentos, enquanto o incumbente Xavier Bettel perdeu sua maioria no declínio dos Verdes. Consequentemente, em 9 de outubro de 2023, ele foi nomeado pelo Grão-Duque Henrique para formar um governo, sucedendo Xavier Bettel como primeiro-ministro em 17 de novembro.

## Infância e educação
Frieden concluiu o ensino médio no Athénée de Luxembourg e, posteriormente, recebeu educação universitária na França, no Reino Unido e nos EUA. Formou-se em direito empresarial pela Universidade Paris 1 Panthéon-Sorbonne. Ele obteve um mestrado em direito comparado pelo Queens' College, Cambridge e outro mestrado em Direito pela Harvard Law School.
Além do luxemburguês, fala fluentemente inglês, alemão, francês e tem bons conhecimentos práticos de holandês, língua nativa da sua esposa.

## Câmara dos Deputados (1994-1998)
Em 1994, Frieden foi eleito para a Câmara dos Deputados do Luxemburgo pelos Democratas-Cristãos (CSV - PPE), tornando-se, aos trinta anos, o então membro mais jovem da Câmara. Enquanto esteve no Parlamento, presidiu à Comissão de Finanças, bem como à Comissão Constitucional e foi uma figura de destaque no processo que conduziu à criação de um tribunal constitucional e de tribunais administrativos independentes no Luxemburgo.

## Ministro (1998-2013)
Em 1998, tornou-se, aos trinta e quatro anos, Ministro da Justiça no Governo liderado pelo Primeiro-Ministro Jean-Claude Juncker. Também atuou como Ministro do Tesouro e Orçamento de 1998 a 2009, como Ministro da Defesa de 2004 a 2006 e Ministro das Finanças de 2009 a 2013.
No cargo de Ministro do Tesouro e Orçamento, Frieden foi responsável pela introdução bem sucedida do euro como substituto do franco luxemburguês. Durante a Presidência Luxemburguesa do Conselho da União Europeia em 2005, presidiu ao Conselho Europeu de Ministros da Justiça e Assuntos Internos (JAI). Como Ministro das Finanças, representou o seu país no Conselho Europeu de Ministros dos Assuntos Económicos e Financeiros (ECOFIN), bem como no Eurogrupo e participou na estabilização da zona euro e na formação da união bancária europeia. Durante 15 anos, Frieden serviu como Governador do Banco Mundial e atuou como Presidente do Conselho de Governadores do Fundo Monetário Internacional e do Grupo Banco Mundial em 2013.

## Carreira no setor privado (2014-2023)
Frieden juntou-se ao Deutsche Bank como vice-presidente em setembro de 2014. Baseado em Londres, aconselhou o conselho de administração e a gestão sênior em aspetos estratégicos relacionados com assuntos internacionais e europeus. Ele também atuou como presidente do conselho de supervisão do Deutsche Bank Luxembourg. Ele deixou o Deutsche Bank no início de 2016.
Frieden é sócio do escritório de advocacia luxemburguês Elvinger Hoss Prussen desde 2016. Entre 2019 e 2023, foi também presidente da Câmara de Comércio do Luxemburgo. Em 2022, assumiu também a presidência da Eurochambres, a federação empresarial das Câmaras de Comércio e Indústria Europeias.

## Primeiro Ministro (2023-)
Após seu retorno à política em 2023, Frieden anunciou que renunciaria a todas as suas atividades profissionais. Ele foi eleito o principal candidato do Partido Popular Social Cristão de Luxemburgo (CSV) para as próximas eleições gerais nacionais em outubro de 2023.
Ele liderou os Democratas-Cristãos à vitória nas eleições, com 29,21% dos votos e 21 cadeiras na Câmara dos Deputados. Como a Coalizão de Bettel perdeu a maioria, Frieden foi convidado pelo Grão-Duque Henri para formar um governo em 9 de outubro de 2023. Ele liderou as negociações de coligação entre o CSV e o Partido Democrático (DP) e sucedeu Xavier Bettel como Primeiro-Ministro em 17 de novembro de 2023. .
Em 22 de novembro de 2023, Frieden apresentou na Câmara dos Deputados o programa do seu governo para a legislatura. A redução da burocracia, a digitalização e a modernização foram os três principais conceitos que se destacaram ao longo do discurso de Frieden. Suas prioridades incluem o recrutamento em massa de policiais e o desenvolvimento de vigilância por vídeo, a adoção de reforma tributária e um papel maior do setor privado na saúde.
A primeira visita externa de Frieden foi a Olaf Scholz em Berlim em 8 de janeiro de 2024, em meio a protestos violentos de fazendeiros alemães. Em 16 de janeiro de 2024, a revista Politico publicou um artigo onde Frieden declarou sua intenção de construir um relacionamento melhor com Viktor Orbán e visitá-lo, apesar de sua oposição ao apoio da UE à Ucrânia. Isso levou a críticas, e Frieden afirmou que havia sido citado erroneamente.
Em 26 de fevereiro de 2024, Frieden viajou para Paris, onde Emmanuel Macron estava realizando uma cúpula de emergência sobre a situação na Ucrânia, pois eles sofreram a perda de Avdiivka. O primeiro-ministro tcheco Peter Fiala propôs comprar 500.000 cartuchos de munição de artilharia para as forças da Ucrânia.

Em 21 de março de 2024, na Cúpula de Energia Nuclear 2024 em Bruxelas, Frieden declarou uma abertura para a energia nuclear, quebrando um consenso nacional amplamente mantido. Luxemburgo não construiria um reator nuclear e ainda estava fazendo lobby com países vizinhos para fechar seus reatores perto do Grão-Ducado, mas ele não ditaria a outros países como fazer a transição dos combustíveis fósseis. Frieden sublinhou que a pesquisa de novas tecnologias nucleares é importante em sua opinião. Essa postura foi recebida com uma enxurrada de críticas dentro de Luxemburgo, variando de ONGs ambientais a quase todos os partidos. Foi notado que Serge Wilmes, ministro do meio ambiente e também membro do CSV de Frieden, confirmou a posição antinuclear de Luxemburgo no mesmo dia. Na comissão ambiental da Câmara dos Deputados, Frieden explicou sua posição em 27 de março de 2024, que foi amplamente vista como um retrocesso de suas declarações em Bruxelas e criticada como descoordenada e arbitrária.